# Danse coréenne
Les danses de Corée traditionnelles sont principalement des danses pratiquées en groupe, le plus généralement de femmes, parmi lesquelles on peut distinguer :
- le buchaechum, ou danse des éventails
- le byeongsinchum, la danse des handicapés
- le gainjeonmokdan, la danse des pivoines
- le geommu, la danse des épées
- le salpuri, la chasse aux mauvais esprits
- le taepyeongmu, la danse de la grande paix

Le pungmul dont notamment le samulnori des rites festifs agricoles, incorporent des danses chamaniques.
Choi Seung-hee (1911-1969) est une des premières personnes à avoir montré les danses coréennes sur les scènes mondiales.